# Syndemis
Syndemis es un género de polillas de la familia Tortricidae.

## Especies
- Syndemis afflictana (Walker, 1863)
- Syndemis cedricola (Diakonoff, 1974)
- Syndemis duplex Diakonoff, 1948
- Syndemis erythrothorax Diakonoff, 1944
- Syndemis labyrinthodes Diakonoff, 1956
- Syndemis miae Diakonoff, 1948
- Syndemis musculana (Hübner, 1799)
- Syndemis plumosa Diakonoff, 1953
- Syndemis supervacanea Razowski, 1984
- Syndemis xanthopterana Kostyuk, 1980